# オットー・エーデルマン
オットー・エーデルマン（Otto Edelmann、1917年2月5日 - 2003年5月14日）は、オーストリアのオペラ歌手（バス・バリトン）。
リヒャルト・シュトラウス『ばらの騎士』のオックス男爵、ワーグナー『ニュルンベルクのマイスタージンガー』のハンス・ザックス、モーツァルト『ドン・ジョヴァンニ』のレポレロを得意とし、40を超えるレパートリーを駆使して国際的に活躍した。

## 生涯
オットー・エーデルマンは第一次世界大戦末期の1917年2月5日にオーストリア＝ハンガリー帝国、エースタライヒ・ウンター・デア・エンス大公国、ブルン・アム・ゲビルゲで生まれる。幼少期から音楽的才能を発揮し、幼稚園の出し物で早くも歌を披露した。また、音楽のみならずスポーツ、特にボクシングを好み、幼少期のアイドルはジーン・タニーとジャック・デンプシーで、家の窓枠にその名前を刻むほどであった。11歳のときに初めてウィーン国立歌劇場でオペラを鑑賞し、その時の演目はレオンカヴァッロの『道化師』で、カニオを歌っていたのはレオ・スレザークあった。やがてエーデルマンはウィーン国立音楽アカデミーに入学し、テオドール・リアハンメルとギュンナー・グラールドの教えを受けた。1937年、エーデルマンは弱冠20歳でナチス・ドイツのテューリンゲン州ゲーラでモーツァルト『フィガロの結婚』に出演してデビューを飾る。翌1938年から1940年まではニュルンベルク歌劇場に所属し、モーツァルト『後宮からの誘拐』のオスミンやコルネリウス『バグダッドの理髪師』のアブドラ・ハッサンのほか、シュトラウスの『アラベラ』のヴァルトナー伯爵を作曲者自身の指揮で歌ったこともあった。しかし、時代はすでに第二次世界大戦に突入しており、エーデルマンも歌手としてのキャリアはドイツ国防軍による徴兵でいったん休止せざるを得ず、レンツブルクの高射砲部隊や独ソ戦の戦場などに赴く。やがてナチス・ドイツは崩壊してエーデルマンも赤軍の捕虜となり、リトアニアの収容所に送られた。
1947年秋、釈放されてオーストリアに戻ったエーデルマンは歌手活動を再開させる。ウィーン国立歌劇場は爆撃で崩壊しており、フォルクスオーパーとアン・デア・ウィーン劇場を仮住まいとして公演を継続していた時期にあたっていたが、エーデルマンはフォルクスオーパーで歌劇場のオーディションを受けて合格し、1947年11月30日にフォルクスオーパーでのウェーバー『魔弾の射手』の隠者で、ウィーン国立歌劇場所属歌手としてデビューを果たした。ヴィルヘルム・フルトヴェングラーやヨーゼフ・クリップス、ヘルベルト・フォン・カラヤン、クレメンス・クラウス、ハンス・クナッパーツブッシュといった指揮者との共演を重ね、1951年には第二次世界大戦後初開催のバイロイト音楽祭に出演し、カラヤンの指揮で『マイスタージンガー』のハンス・ザックスを初めて歌い、フルトヴェングラー指揮によるベートーヴェンの交響曲第9番（第九）のソリストも務めた。この1951年にはバイロイトのほかに、3月から4月にかけてフルトヴェングラー指揮のワーグナー『パルジファル』のアンフォルタスでスカラ座にデビューしている。翌1952年1月、エーデルマンはスカラ座におけるカラヤン指揮の『ばらの騎士』の公演で、初めてオックス男爵を歌う。夏にはバイロイト音楽祭に登場してクナッパーツブッシュ指揮により『マイスタージンガー』のハンス・ザックスを再び歌ったが、バイロイトへの出演はこの年限りとなった。バイロイトに引き続いてエディンバラ音楽祭にハンブルク州立歌劇場の引っ越し公演に客演という形で初登場し、レオポルト・ルートヴィヒの指揮でハンス・ザックスを歌った。
1953年、エーデルマンはザルツブルク音楽祭にデビューし、フルトヴェングラー指揮の『ドン・ジョヴァンニ』で初めてレポレロを歌う。翌1954年のザルツブルク音楽祭では、同じくフルトヴェングラーの指揮でレポレロと『魔弾』の隠者を歌い、前者はパウル・ツィンナーによる映画でその舞台姿を残した。この年、フルトヴェングラーとはルツェルン音楽祭での「第九」公演でも共演したが、フルトヴェングラーは11月30日に亡くなった。その直前の11月11日にはメトロポリタン歌劇場（メト）にデビューし、フリッツ・シュティードリーの指揮でハンス・ザックスを歌った。エーデルマンのレパートリーは広かったが、メトではドイツもののレパートリーに絞って活躍し、ハンス・ザックスやオックス男爵のほかに『指環』のヴォータン、『トリスタンとイゾルデ』のマルケ王、『ローエングリン』のハインリヒといったワーグナー諸作品のほか、ベートーヴェン『フィデリオ』のロッコなどを歌っている。1960年のザルツブルク音楽祭、新たに祝祭大劇場がオープンし、こけら落としとしてカラヤン指揮の『ばらの騎士』が上演され、エーデルマンも得意のオックス男爵でオープンに花を添えた。この公演もツィンナーの手により映像化された。
オックス男爵の映像が残された1960年、エーデルマンはイルゼ・マリア・シュトラウブと結婚し、1962年6月15日に長男ペーター、1968年4月12日に次男パウル・アルミンが誕生し、ペーターとパウル・アルミンはともにバリトン歌手となった。子どもは3人で、ペーターとパウル・アルミンのほかに娘が一人いる。1960年代後半からはレパートリーと出番を徐々に絞るようになり、メトにおいてはハンス・ザックスとオックス男爵、ロッコのみを歌ったが、1969年以降はオックス男爵のみを歌うだけとなった。ウィーンにおいても1970年代には、フォルクスオーパーで上演されるオルフ『月』やロルツィング『ロシア皇帝と船大工』、ヨハン・シュトラウス2世『ウィーン気質』などの軽いオペラに出演するようになった。1976年4月7日、エーデルマンはジェームズ・レヴァイン指揮の『ばらの騎士』でオックス男爵を歌い、メトにおけるこの公演をオックス男爵の歌い納めとした。同じ年の12月16日、ウィーン国立歌劇場における『アラベラ』の公演でヴァルトナー伯爵を歌い、この公演を最後に現役を引退した。引退後はウィーン国立音楽大学で長年教鞭をとり、2003年5月14日にウィーン・リージング区カルクスブルクで86年の生涯を終えた。

## レパートリー
当たり役は何といっても、1952年から引退する1976年までおよそ四半世紀かけて歌い続けてきた『ばらの騎士』のオックス男爵であり、初めて演じたスカラ座、ウィーン、メトのほか、1955年にはサンフランシスコ・オペラ、1964年にはグラインドボーン音楽祭で歌い、ザルツブルクにおいてもカラヤンのほか、1961年にカール・ベームの指揮でも歌っている。ツィンナーによる映画では、元帥夫人がエリーザベト・シュヴァルツコップ、セーナ・ユリナッチのオクタヴィアンにアンネリーゼ・ローテンベルガーのゾフィーという配役で、このオペラ演奏の一つの頂点とされるものであり、ツィンナーによる映画はオペラ映画史を代表する名作として現在も親しまれている。1960年における実公演では元帥夫人は、一公演のみシュヴァルツコップが歌った以外はリーザ・デラ・カーザに代わっているが、その録音も公式発売されている。1954年のザルツブルク音楽祭でのツィンナーが撮影した『ドン・ジョヴァンニ』のレポレロも記憶に残る歌唱と言えるが、エーデルマンが『ドン・ジョヴァンニ』を手掛けたのはオックス男爵と比較するときわめて少なく、フルトヴェングラー指揮による1953年、1954年のザルツブルク音楽祭でレポレロを歌ったほかは、1948年にブリュッセルでのウィーン国立歌劇場の引っ越し公演で騎士団長を歌っただけである。
オックス男爵、レポレロとならんでエーデルマンの主要なレパートリーは、ドイツ物では『マイスタージンガー』のハンス・ザックスおよびポーグナー、『ローエングリン』のハインリヒ、『パルジファル』のアンフォルタスとグルネマンツ、『アラベラ』のヴァルトナー伯爵、『魔弾』の隠者、『フィデリオ』のロッコ、ドン・ピサロおよびドン・フェルナンド、フロトー『マルタ』のプランケットなどが記録に残っており、ポーグナー、ドン・ピサロ、隠者とヴァルトナー伯爵は正規録音が残されている。ドイツ物以外ではヴェルディの『ドン・カルロ』のフィリッポ2世と『ファルスタッフ』のタイトル・ロール、スメタナ『売られた花嫁』のケツァル、グノー『ファウスト』のメフィストフェレス、ドニゼッティ『愛の妙薬』のドゥルカマーラなどを歌っている。ウィーン国立歌劇場所属歌手としては36の役柄で430公演に出演し、レパートリーの総計は40を優に超えていた。極めて珍しいレパートリーとしては、引退後の1983年にセゲド国民劇場（ハンガリー）の公演で歌ったシューベルト『魔法の竪琴』のフォルコ、リーノおよびアルフの3役がある。

## 主なディスコグラフィ・フィルモグラフィ

### オペラ・スタジオ録音
- ワーグナー『ニュルンベルクのマイスタージンガー』（ポーグナー）：パウル・シェフラー、カール・デンヒ、ギュンター・トレプトウ、アントン・デルモータ、ヒルデ・ギューデン：クナッパーツブッシュ指揮ウィーン・フィル：1950 - 1951年：Naxos Historical 8.111128-31（CD）[10]
- ウェーバー『魔弾の射手』（隠者）：ハンス・ホップ、モード・クニッツ、アルフレッド・ポエル：オットー・アッカーマン指揮ウィーン・フィル：1951年：Preiser Records 20018（CD）[11]
- ベートーヴェン『フィデリオ』（ドン・ピサロ）：マルタ・メードル、ヴォルフガング・ヴィントガッセン、ゴッドローブ・フリック、セーナ・ユリナッチ：フルトヴェングラー指揮ウィーン・フィル：1953年10月13 - 17日：Naxos Great Opera Recordings 8.111020-21（CD）[12][13]
- リヒャルト・シュトラウス『ばらの騎士』（オックス男爵）：シュヴァルツコップ、クリスタ・ルートヴィヒ、テレサ・シュテッヒ＝ランダル、エバーハルト・ヴェヒター：カラヤン指揮フィルハーモニア管弦楽団：1956年：EMI 77357（CD）[14]
- リヒャルト・シュトラウス『アラベラ』（ヴァルトナー伯爵）：デラ・カーザ、ギューデン、ジョージ・ロンドン、イラ・マラニウク：ゲオルク・ショルティ指揮ウィーン・フィル：1957年：Decca 475 7731（CD）[15]
- ワーグナー『ワルキューレ』第3幕（ヴォータン）：セット・スヴァンホルム、キルステン・フラグスタート：ショルティ指揮ウィーン・フィル：1958年：Decca Legends 467 124-2（CD）：[16]

### オペラ・ライヴ録音
- ベートーヴェン『フィデリオ』（ドン・フェルナンド）：エルナ・シュリューター、ユリウス・パツァーク、フェルディナンド・フランツ、デラ・カーザ：フルトヴェングラー指揮：1948年8月3日ザルツブルク音楽祭：Walhall Eternity Series WLCD 0149（CD）：[17][18][注釈 2]
- ワーグナー『ニュルンベルクのマイスタージンガー』（ハンス・ザックス）：フリードリヒ・ダルベルク、エーリッヒ・クンツ、ホップ、シュヴァルツコップ：カラヤン指揮：1951年バイロイト音楽祭：Naxos Historical 8.110872-75（CD）[19]
- ワーグナー『ニュルンベルクのマイスタージンガー』（ハンス・ザックス）：クルト・ベーメ、ハインリヒ・プファンツル、ホップ、デラ・カーザ：クナッパーツブッシュ指揮：1952年バイロイト音楽祭：Archipel ARPCD 0111-4（CD）[20]
- モーツァルト『ドン・ジョヴァンニ』（レポレロ）：チェーザレ・シエピ、エリーザベト・グリュンマー、デルモータ、シュヴァルツコップ、ラファエル・アリエ：フルトヴェングラー指揮：1953年ザルツブルク音楽祭：Orfeo C 624 043D（CD）[21]
- モーツァルト『ドン・ジョヴァンニ』（レポレロ）：シエピ、グリュンマー、デルモータ、シュヴァルツコップ、デジュー・エルンスター：フルトヴェングラー指揮：1954年ザルツブルク音楽祭：EMI Historical 336 799-2（CD）[22]
- ウェーバー『魔弾の射手』（隠者）：ホップ、グリュンマー、ベーメ、ポエル、デンヒ：フルトヴェングラー指揮：1954年ザルツブルク音楽祭：EMI CMS 5 67419-2（CD）[23]
- ベートーヴェン『フィデリオ』（ロッコ）：クリステル・ゴルツ、ジュゼッペ・ザンピエリ、シェフラー、ユリナッチ、ニコラ・ザッカリア：カラヤン指揮：1957年ザルツブルク音楽祭：Andromeda ANDRCD 9030（CD）：[24]
- リヒャルト・シュトラウス『アラベラ』（ヴァルトナー伯爵）：デラ・カーザ、ローテンベルガー、ディートリヒ・フィッシャー＝ディースカウ：ヨーゼフ・カイルベルト指揮：1958年ザルツブルク音楽祭：Orfeo C 651 053 D（CD）[25]
- リヒャルト・シュトラウス『ばらの騎士』（オックス男爵）：デラ・カーザ、ユリナッチ、ギューデン、クンツ：カラヤン指揮：1960年ザルツブルク音楽祭：DG Salzburger Festspieldokumente 453 200-2 GX3（CD）[26]
- グルック『アウリスのイフィゲニア』（カルカース）：ルートヴィヒ、ヴァルター・ベリー、イング・ボコール、ジェームズ・キング：ベーム指揮：1962年ザルツブルク音楽祭：Orfeo d'Or C 428962（CD）[27]
- シューベルト『魔法の竪琴』（フォルコ、リーノ、アルフ）：トーマス・モーザー、クリスティン・オスターマイヤー：ティート・ゴッティ指揮：1983年セゲド国民劇場：Bongiovanni GB 2019-2020（CD）[28]

### オペラ以外
- ヨハン・ゼバスティアン・バッハ『マタイ受難曲』：グリュンマー、マルガ・ヘフゲン、デルモータ、フィッシャー＝ディースカウ：フルトヴェングラー指揮ウィーン・フィル：1954年4月14 - 17日ウィーン：TELDEC 94321-25705-2（CD）[29][30]
- ベートーヴェン 交響曲第9番：シュヴァルツコップ、エリーザベト・ヘンゲン、ホップ：フルトヴェングラー指揮バイロイト祝祭管弦楽団：1951年7月29日バイロイト音楽祭：Orfeo d'or 754 081（CD）[30][31]
- ベートーヴェン 交響曲第9番：シュヴァルツコップ、エルザ・カヴェルティ、エルンスト・ヘフリガー：フルトヴェングラー指揮フィルハーモニア管弦楽団：1954年8月22日ルツェルン音楽祭：Tahra FURT 1003（CD）[30][32]

### 映像作品
- モーツァルト『ドン・ジョヴァンニ』（レポレロ）：シエピ、エリーザベト・グリュンマー、デルモータ、デラ・カーザ、エルンスター：フルトヴェングラー指揮：1954年ザルツブルク音楽祭：DG 073 019-9（DVD）[33]
- リヒャルト・シュトラウス『ばらの騎士』（オックス男爵）：シュヴァルツコップ、ユリナッチ、ローテンベルガー、クンツ：カラヤン指揮：1960年ザルツブルク音楽祭：Dreamlife Classics DLVC 1183（DVD）[34]